# نهر مانسی
نهر مانسی (همچنین با نام نهر بزرگ مانسی شناخته می‌شود) شاخه‌ای از رودخانه وست برانچ سوسکهانا در شهرستان سالیوان و شهرستان لیکامینگ، در پنسیلوانیا، در ایالات متحده است. طول آن تقریباً ۳۴٫۵ مایل (۵۵٫۵ کیلومتر) است و حوضه آبخیز نهر ۲۱۶ مایل مربع (۵۶۰ کیلومتر مربع) مساحت دارد. دبی آب نهر در منطقه سانستون به طور متوسط ۴۹ فوت مکعب بر ثانیه (۱٫۴ متر مکعب بر ثانیه) است، اما در منطقه مانسی می‌تواند تا هزار برابر بیشتر باشد. سرچشمه نهر در فلات آلگنی است.